# Hugo Fraile
Hugo Fraile Martínez (ur. 16 marca 1987 w Huelva) – hiszpański piłkarz występujący na pozycji napastnika w Elche CF.